# Robert O. Cornthwaite
Robert O. Cornthwaite (28 de abril de 1917 — 20 de julio de 2006) fue un actor de carácter, televisivo y cinematográfico, de nacionalidad estadounidense.

## Biografía
Cornthwaite nació en Saint Helens, Oregón. Su interés por la actuación se inició siendo adolescente, cuando hubo de recitar unas líneas en una representación escolar. 
Inició su carrera en 1937, actuando en una producción de la obra Noche de reyes, mientras estudiaba en el Reed College de Portland (Oregón). A finales de los años treinta entró en el Long Beach City College y trabajó en emisoras radiofónicas del Sur de California. Completó sus estudios graduándose en la Universidad del Sur de California y fue oficial de inteligencia del Fuerzas Aéreas del Ejército de los Estados Unidos durante la Segunda Guerra Mundial. Tras finalizar su servicio en 1946, Cornthwaite se mudó a Hollywood, donde pronto encontró trabajo como actor, habitualmente interpretando a científicos, abogados y "personajes instruidos".  
En 1951, Cornthwaite fue elegido para trabajar en la producción de Howard Hawks The Thing from Another World. Su personaje, el Dr. Carrington, trabajaba en una Expedición polar Ártica con el Capitán Hendry, de la Fuerza Aérea de los Estados Unidos, interpretado por Kenneth Tobey. Hendry y su enamorada, encarnada por Margaret Sheridan, formaban parte de un equipo "Todo-Americano", pertenecientes a una generación ganadora en la Segunda Guerra Mundial, que contrastaba con el intelectual y aristocrático Carrington. El personaje de Cornthwaite tenía una confrontación final con la criatura y casi moría en un intento desesperado de comunicarse con ella. Gracias a su actuación, Cornthwaite fue admitido en el "Salón de la Fama de la Ciencia Ficción" en 1993.
Otras películas destacadas en las que trabajó Cornthwaite fueron Monkey Business (Me siento rejuvenecer), La guerra de los mundos, Ten Seconds to Hell, What Ever Happened to Baby Jane? (ambas de Robert Aldrich), Colossus: The Forbin Project y la producción de Joe Dante Matinee, en la cual compartía pantalla con las estrellas de los años cincuenta William Schallert y Kevin McCarthy en el "film dentro de un film" "MANT," una parodia de las películas de ciencia ficción.  De forma similar, Cornthwaite actuó como el Dr. Carrington junto a Ken Tobey (de nuevo como Hendry) en una parodia titulada Attack of the B Movie Monster rodada en 1984.
A pesar de su trabajo para el cine, Cornthwaite siguió siendo un actor teatral a lo largo de toda su carrera, y tradujo diversas obras del francés al inglés. Siempre conservando su faceta teatral, actuó con frecuencia en la televisión, con papeles como el del naturalista John James Audubon en un episodio del show de Desilu Studios Production The Adventures of Jim Bowie, protagonizado por Scott Forbes. También fue en dos ocasiones Joe Brennan en la primera serie de Brian Keith, Crusader, emitida por la CBS a mediados de los años cincuenta. A lo largo de las décadas de 1960 y 1970 Cornthwaite actuó en series como The Twilight Zone, Batman (episodios 35 y 36), Combate! (Episodio 85), The Monkees, Gidget, Laverne & Shirley, Dragnet,  The Munsters y Superagente 86, show en el cual tenía un papel semi-recurrente.  
Uno de sus últimos papeles teatrales de importancia fue el que hizo en la producción de La Jolla Playhouse sobre la pieza El jardín de los cerezos, junto a Lynn Redgrave. Su última actuación televisiva fue como una víctima de enfermedad de Alzheimer en la serie Picket Fences.
Robert O. Cornthwaite falleció por causas naturales en 2006 en el Motion Picture and Television Country House and Hospital de Woodland Hills (Los Ángeles), California.